# Box la Jocurile Olimpice de vară din 2020
Probele de box la Jocurile Olimpice de vară din 2020 s-au desfășurat în perioada 24 iulie - 8 august la Ryōgoku Kokugikan din Tokyo.

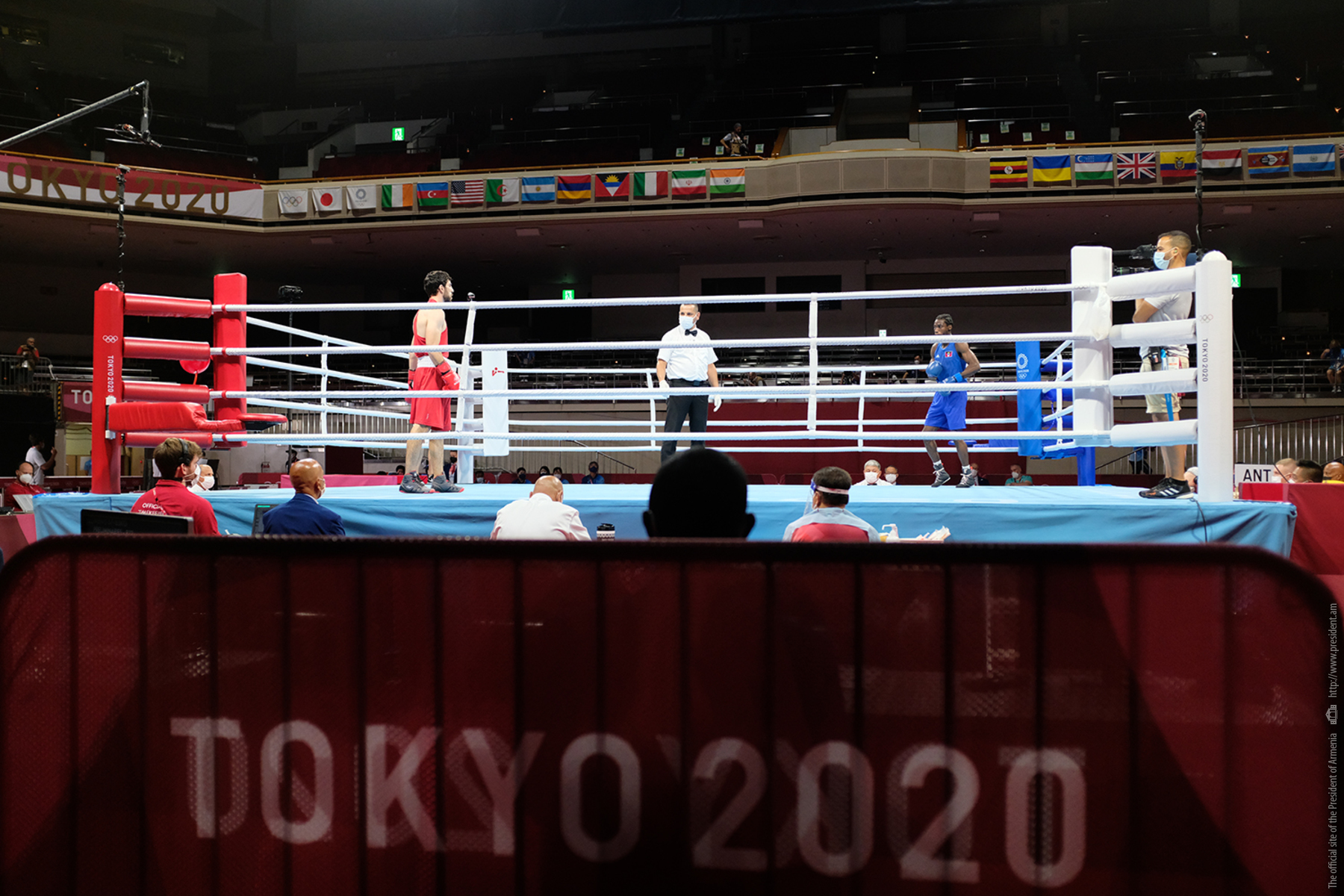
Ryōgoku Kokugikan

La 22 mai 2019, Comitetul Internațional Olimpic (CIO) a anunțat că Asociației Internaționale de Box (AIBA) i s-a luat dreptul de a organiza turneul, din cauza „problemelor din domeniul finanțelor, administrării, eticii și arbitrajului și a judecătorilor”. În schimb, boxul va fi organizat de o grupă de lucru ad-hoc condusă de Morinari Watanabe, președintele Federației Internaționale de Gimnastică.

## Formatul competiției
La masculin s-au disputat următoarele opt categorii:
- Muscă (Flyweight) - 52 kg
- Pană (Featherweight) - 57 kg
- Semiușoară (Lightweight) - 63 kg
- Semimijlocie (Welterweight) - 69 kg
- Mijlocie (Middleweight) - 75 kg
- Semigrea (Light heavyweight) - 81 kg
- Grea (Heavyweight) - 91 kg
- Supergrea (Super heavyweight) - +91 kg

La feminin s-au disputat următoarele cinci categorii:
- Muscă (Flyweight) - 51 kg
- Pană (Featherweight) - 57 kg
- Semiușoară (Lightweight) - 60 kg
- Semimijlocie (Welterweight) - 69 kg
- Mijlocie (Middleweight) - 75 kg

### Masculin
| Categorie    | Aur                                 | Argint                                            | Bronz                                  |
| Muscă        | Galal Yafai · Marea Britanie (GBR)  | Carlo Paalam · Filipine (PHI)                     | Ryomei Tanaka · Japonia (JPN)          |
| Muscă        | Galal Yafai · Marea Britanie (GBR)  | Carlo Paalam · Filipine (PHI)                     | Saken Bibossinov · Kazahstan (KAZ)     |
| Pană         | Albert Batyrgaziev (COR)            | Duke Ragan · Statele Unite ale Americii (USA)     | Lázaro Álvarez · Cuba (CUB)            |
| Pană         | Albert Batyrgaziev (COR)            | Duke Ragan · Statele Unite ale Americii (USA)     | Samuel Takyi · Ghana (GHA)             |
| Semiușoară   | Andy Cruz · Cuba (CUB)              | Keyshawn Davis · Statele Unite ale Americii (USA) | Hovhannes Bachkov · Armenia (ARM)      |
| Semiușoară   | Andy Cruz · Cuba (CUB)              | Keyshawn Davis · Statele Unite ale Americii (USA) | Harry Garside · Australia (AUS)        |
| Semimijlocie | Roniel Iglesias · Cuba (CUB)        | Pat McCormack · Marea Britanie (GBR)              | Andrei Zamkovoi (COR)                  |
| Semimijlocie | Roniel Iglesias · Cuba (CUB)        | Pat McCormack · Marea Britanie (GBR)              | Aidan Walsh · Irlanda (IRL)            |
| Mijlocie     | Hebert Conceição · Brazilia (BRA)   | Oleksandr Khyzhniak · Ucraina (UKR)               | Eumir Marcial · Filipine (PHI)         |
| Mijlocie     | Hebert Conceição · Brazilia (BRA)   | Oleksandr Khyzhniak · Ucraina (UKR)               | Gleb Bakshi (COR)                      |
| Semigrea     | Arlen López · Cuba (CUB)            | Benjamin Whittaker · Marea Britanie (GBR)         | Loren Alfonso · Azerbaidjan (AZE)      |
| Semigrea     | Arlen López · Cuba (CUB)            | Benjamin Whittaker · Marea Britanie (GBR)         | Imam Khataev (COR)                     |
| Grea         | Julio César La Cruz · Cuba (CUB)    | Muslim Gadzhimagomedov COR                        | Abner Teixeira · Brazilia (BRA)        |
| Grea         | Julio César La Cruz · Cuba (CUB)    | Muslim Gadzhimagomedov COR                        | David Nyika · Noua Zeelandă (NZL)      |
| Supergrea    | Bakhodir Jalolov · Uzbekistan (UZB) | Richard Torrez · Statele Unite ale Americii (USA) | Frazer Clarke · Marea Britanie (GBR)   |
| Supergrea    | Bakhodir Jalolov · Uzbekistan (UZB) | Richard Torrez · Statele Unite ale Americii (USA) | Kamshybek Kunkabayev · Kazahstan (KAZ) |

### Feminin
| Categorie    | Aur                                 | Argint                            | Bronz                                          |
| Muscă        | Stoika Krăsteva · Bulgaria (BUL)    | Buse Naz Çakıroğlu · Turcia (TUR) | Huang Hsiao-wen · Taipeiul Chinez (TPE)        |
| Muscă        | Stoika Krăsteva · Bulgaria (BUL)    | Buse Naz Çakıroğlu · Turcia (TUR) | Tsukimi Namiki · Japonia (JPN)                 |
| Pană         | Sena Irie · Japonia (JPN)           | Nesthy Petecio · Filipine (PHI)   | Karriss Artingstall · Marea Britanie (GBR)     |
| Pană         | Sena Irie · Japonia (JPN)           | Nesthy Petecio · Filipine (PHI)   | Irma Testa · Italia (ITA)                      |
| Semiușoară   | Kellie Harrington · Irlanda (IRL)   | Beatriz Ferreira · Brazilia (BRA) | Sudaporn Seesondee · Thailanda (THA)           |
| Semiușoară   | Kellie Harrington · Irlanda (IRL)   | Beatriz Ferreira · Brazilia (BRA) | Mira Potkonen · Finlanda (FIN)                 |
| Semimijlocie | Busenaz Sürmeneli · Turcia (TUR)    | Gu Hong · China (CHN)             | Lovlina Borgohain · India (IND)                |
| Semimijlocie | Busenaz Sürmeneli · Turcia (TUR)    | Gu Hong · China (CHN)             | Oshae Jones · Statele Unite ale Americii (USA) |
| Mijlocie     | Lauren Price · Marea Britanie (GBR) | Li Qian · China (CHN)             | Nouchka Fontijn · Olanda (NED)                 |
| Mijlocie     | Lauren Price · Marea Britanie (GBR) | Li Qian · China (CHN)             | Zemfira Magomedalieva (COR)                    |